# Новиков Олександр Михайлович (футболіст)
Олександр Михайлович Новиков (нар. 20 вересня 1957, Ялта) — український футболіст, нападник.

## Життєпис
Народився 20 вересня 1957 року в Ялті. Вихованець місцевої дитячо-юнацької спортивної школи. У 1970 році став переможцем республіканських змагань клубу «Шкіряний м'яч».
З 1980 по 1989 рік виступав за команди української зони другої ліги. Захищав кольори севастопольської «Атлантики», павлоградського «Шахтаря», «Океана» (Керч) і тернопільської «Ниви».
У складі команди з Павлограда провів сім років. Найкращий бомбардир в історії клубу — 116 забитих м'ячів. 1983 року став другим за результативністю гравцем турніру і рекордсменом команди за сезон — 32 голи. Володар двох срібних медалей чемпіонату УРСР (1983, 1984) і однієї — бронзової (1982). 1984 року входив до списку 22-х найкращих гравців українських команд другої ліги.
Всього в чемпіонаті УРСР провів понад 300 матчів. Посідає десяте місце у «Клубі Євгена Дерев'яги» — списку найрезультативніших гравців чемпіонату УРСР — 130 голів.
У чемпіонатах України виступав за «Сурож» (Судак), «Динамо» (Саки), севастопольську «Чайку» і «Славутич-ЧАЕС». За чотири сезони провів 63 лігових матчі, 29 голів.

## Досягнення
- Другий призер чемпіонату УРСР (2): 1983, 1984
- Третій призер чемпіонату УРСР (1): 1982

## Статистика
| Сезон   | Команда               | Ліга | Ігри | Голи |
| ------- | --------------------- | ---- | ---- | ---- |
| 1980    | «Атлантика»           | D3   |      | 2    |
| 1981    | «Колос» (Павлоград)   | D3   | 41   | 19   |
| 1982    | «Колос» (Павлоград)   | D3   | 44   | 18   |
| 1983    | «Колос» (Павлоград)   | D3   | 45   | 32   |
| 1984    | «Колос» (Павлоград)   | D3   | 32   | 14   |
| 1985    | «Колос» (Павлоград)   | D3   | 36   | 12   |
| 1986    | «Шахтар» (Павлоград)  | D3   | 28   | 10   |
| 1987    | «Океан» (Керч)        | D3   | 48   | 10   |
| 1988    | «Нива» (Тернопіль)    | D3   | 12   | 1    |
| 1989    | «Шахтар» (Павлоград)  | D3   | 42   | 11   |
| 1993/94 | «Сурож» (Судак)       | D4   | 11   | 6    |
| 1993/94 | «Фрунзенець» (Саки)   | D4   | 14   | 9    |
| 1994/95 | «Динамо» (Саки)       | D3   | 15   | 3    |
| 1995/96 | «Чайка» (Севастополь) | D3   | 10   | 3    |
| 1997/98 | «Славутич-ЧАЕС»       | D3   | 13   | 8    |